# Platyninae
Platyninae is een onderfamilie uit de familie van de loopkevers (Carabidae). De wetenschappelijke naam van de soort is voor het eerst geldig gepubliceerd in 1810 door Bonelli.

## Taxonomie
- Tribe Omphreini Ganglbauer, 1891
- Tribe Platynini Bonelli, 1810
- Tribe Sphodrini Laporte, 1834